# 阿拉普坦加
阿拉普坦加是巴西马托格罗索州的一个市镇。总面积1602.731平方公里，总人口15412人，人口密度9.6人/平方公里。